# گروه ضربت
گروه ضربت، گروه ویژه، یگان رزمی یا گروه عملیاتی یا گروه انجام‌گری به دسته یا یگانی گفته می‌شود که برای انجام یک وظیفه یا فعالیت مشخص گرد هم آمده یا آورده شده باشند. افرادی که برای این منظور همراه می‌شوند، معمولاً از میان کارشناسان و افراد کارآزموده گزینش می‌شوند.

## امور نظامی
در نیروهای مسلح، بخشی از گروه رزمی که فرمانده گروه رزمی یا مقام بالاتر آن را سازمان‌دهی و هدایت می‌کند را یگان رزمی می‌گویند.
اصطلاح یگان رزمی (Task unit) در زبان انگلیسی نخستین بار از سوی نیروی دریایی ایالات متحده به‌کار رفت ولی این عنوان، امروزه جزئی از واژگان رایج در متون ناتو می‌باشد. امروزه بسیاری از نهادهای غیر نظامی نیز برای انجام فعالیت‌های مهم و موقت در سازمان خود، گروهی به نام گروه عملیاتی تشکیل می‌دهند.
در اصطلاح نیروهای مسلح آمریکا، یک «یگان رزمی مشترک» (JTF) نوعی از گروه عملیاتی است که بیش از یک شاخه نظامی (زمینی، هوایی، دریایی) در آن شرکت می‌کنند.